# Elezioni europee del 1979
Le elezioni europee del 1979 si tennero tra il 7 e il 10 giugno. Furono le prime elezioni parlamentari dei nove stati membri della Comunità europea per eleggere i 410 membri dell'Europarlamento e le prime elezioni internazionali della storia. I seggi al parlamento furono assegnati agli stati membri in base alla loro popolazione, ma i membri sedettero in base ai gruppi politici. Le elezioni furono vinte dal gruppo Socialista con 113 seggi, davanti al Partito Popolare Europeo che ne ottenne 107.

## Sistema di voto
Non vi fu un sistema di voto unico per tutti gli stati membri ma ognuno di essi adottò un proprio metodo, stabilito con legge nazionale.
Il Regno Unito utilizzò in Inghilterra, Galles e Scozia un sistema di voto uninominale a un turno (first-past-the-post), formato da 78 circoscrizioni, mentre in Irlanda del Nord vennero assegnati 3 seggi con sistema proporzionale. Il Belgio, l'Irlanda e l'Italia usarono un sistema proporzionale con suddivisione del territorio in circoscrizioni. La Danimarca, la Francia, la Germania Ovest, il Lussemburgo ed i Paesi Bassi utilizzarono un sistema proporzionale unico nazionale, anche se nel caso della Danimarca la Groenlandia ebbe una circoscrizione propria con l'assegnazione di un seggio e nel caso della Germania Ovest i tre seggi spettanti alla zona di Berlino Ovest non furono eletti direttamente ma vennero scelti dalla Camera dei rappresentanti di Berlino, dato lo status particolare della città.

### Distribuzione dei seggi
La distribuzione dei 410 seggi, era stabilita in base alla popolazione degli Stati membri:
| Stato          | Seggi |
| -------------- | ----- |
| Francia        | 81    |
| Germania Ovest | 81    |
| Italia         | 81    |
| Regno Unito    | 81    |
| Paesi Bassi    | 25    |
| Belgio         | 24    |
| Danimarca      | 16    |
| Irlanda        | 15    |
| Lussemburgo    | 6     |
| Totale         | 410   |

## Gruppi politici
| Gruppo | Gruppo                                                                                   | Ideologia                                  | Capogruppo                                  | Seggi | % seggi |
| --- | ---------------------------------------------------------------------------------------- | ------------------------------------------ | ------------------------------------------- | ----- | ------- |
| | Gruppo Socialista (SOC)                                                                  | Socialismo, socialdemocrazia               | Ernest Glinne                               | 112   | 27,5    |
| | Gruppo del Partito Popolare Europeo (PPE)                                                | Cristianesimo democratico                  | Egon Klepsch                                | 108   | 26,0    |
| | Democratici Europei (DE) 1                                                               | Conservatorismo, liberismo                 | James Scott-Hopkins                         | 63    | 15,0    |
| | Gruppo Comunista (COM)                                                                   | Comunismo                                  | Giorgio Amendola                            | 44    | 10,7    |
| | Gruppo liberale e democratico (LD)                                                       | Liberalismo                                | Martin Bangemann                            | 40    | 9,7     |
| | Democratici Europei del Progresso (DPE)                                                  | Conservatorismo nazionale                  | Christian de La Malène                      | 22    | 5,3     |
| | Gruppo di coordinamento tecnico e di difesa dei gruppi e dei deputati indipendenti (CDI) | Liberalismo, socialdemocrazia, federalismo | Marco Pannella Neil Blaney Jens-Peter Bonde | 11    | 2,6     |
| | Non iscritti (NI) 1                                                                      | Vari                                       | Nessuno                                     | 10    | 2,1     |
| Totale | Totale                                                                                   | Totale                                     | Totale                                      | 410   |         |
| Fonte: Parlamento europeo 1 Dalle schede dei singoli europarlamentari risultano 64 membri per il gruppo DE e 9 per il gruppo NI. |                                                                                          |                                            |                                             |       |         |

| Riepilogo dei seggi | Riepilogo dei seggi | Riepilogo dei seggi | Riepilogo dei seggi | Riepilogo dei seggi | Riepilogo dei seggi | Riepilogo dei seggi |
| ------------------- | ------------------- | ------------------- | ------------------- | ------------------- | ------------------- | ------------------- |
|                     |                     |                     |                     |                     |                     |                     |
| COM                 | 44                  |                     |                     | SOC                 | 112                 |                     |
| NI                  | 10                  |                     |                     | CDI                 | 11                  |                     |
| ELDR                | 40                  |                     |                     | PPE                 | 108                 |                     |
| DE                  | 63                  |                     |                     | DPE                 | 22                  |                     |

## Ripartizione dei seggi
| Stato                      | SOC                | PPE              | DE                 | COM                     | LD              | DPE      | CDI                    | NI         | Totale |
| -------------------------- | ------------------ | ---------------- | ------------------ | ----------------------- | --------------- | -------- | ---------------------- | ---------- | ------ |
| Belgio (risultati)         | 4 (PS) 3 (SP.A)    | 7 (CVP) 3 (PSC)  | —                  | —                       | 2 (PVV) 2 (PRL) | —        | 1 (VU)                 | 2 (FDF)    | 24     |
| Danimarca (risultati)      | 4 (S)              | —                | 2 (KF) 1 (CD)      | 1 (SF)                  | 3 (V)           | 1 (FP)   | 4 (ModEU)              | —          | 16     |
| Francia (risultati)        | 19 (PS 2 (MRG)     | 8 (UDF) 1 (CNI)  | —                  | 17 (PCF) 1 (UP) 1 (PCR) | 17 (UDF)        | 15 (RPR) | —                      | —          | 81     |
| Germania Ovest (risultati) | 35 (SPD)           | 34 (CDU) 8 (CSU) | —                  | —                       | 4 (FDP)         | —        | —                      | —          | 81     |
| Irlanda (risultati)        | 4 (Lab.)           | 4 (FG)           | —                  | —                       | 1 (Ind.)        | 5 FF)    | 1 (Ind.)               | —          | 15     |
| Italia (risultati)         | 9 (PSI 4 (PSDI)    | 29 (DC) 1 (SVP)  | —                  | 24 (PCI)                | 3 (PLI) 2 (PRI) | —        | 3 (PR) 1 (PdUP) 1 (DP) | 4 (MSI-DN) | 81     |
| Lussemburgo (risultati)    | 1 (LSAP)           | 3 (CSV)          | —                  | —                       | 2 (DP)          | —        | —                      | —          | 6      |
| Paesi Bassi (risultati)    | 9 (PvdA)           | 10 (CDA)         | —                  | —                       | 4 (VVD)         | —        | —                      | 2 (D66)    | 25     |
| Regno Unito (risultati)    | 17 (Lab.) 1 (SDLP) | —                | 60 (Cons.) 1 (UUP) | —                       | —               | 1 (SNP)  | —                      | 1 (DUP)    | 81     |
| Totale                     | 112                | 108              | 64                 | 44                      | 40              | 22       | 11                     | 9          | 410    |

- Il Consiglio di Stato francese, con decisione del 22 ottobre 1979[3], detrasse un seggio alla lista Union pour la France en Europe (UDF-CNI) a vantaggio della Lista socialista. Fu proclamato eletto Edgard Pisani, in sostituzione di Olivier d'Ormesson (esponente del CNI iscrittosi al PPE), il quale restò in carica in qualità di subentrante di Michel Debatisse (UDF, iscrittosi al PPE), dimissionario a seguito della sua nomina a Segretario di Stato nel governo Barre III[4].

## Conseguenze
Il Partito Socialista Europeo si affermò, seppur di misura, come primo partito dell'Europarlamento davanti ai democristiani del PPE e ai Democratici Europei. I comunisti divennero la quarta forza del Parlamento scavalcando i liberali, grazie soprattutto agli eletti del Partito Comunista Italiano e del Partito Comunista Francese, che da soli formavano la quasi totalità del gruppo.
Primo presidente dell'Europarlamento venne eletta la francese Simone Veil, (Liberaldemocratici, Unione per la Democrazia Francese) per la prima metà della legislatura dal 1979 al 1982. Per la seconda metà della legislatura, dal 1982 al 1984 venne eletto Piet Dankert, (Gruppo Socialista, Partito del Lavoro olandese). L'elezione di due presidenti nella stessa legislatura, rimarrà una prassi consolidata nei successivi mandati per garantire rappresentatività ai gruppi parlamentari e ai Paesi Membri.